# Baudouin (Belgien)

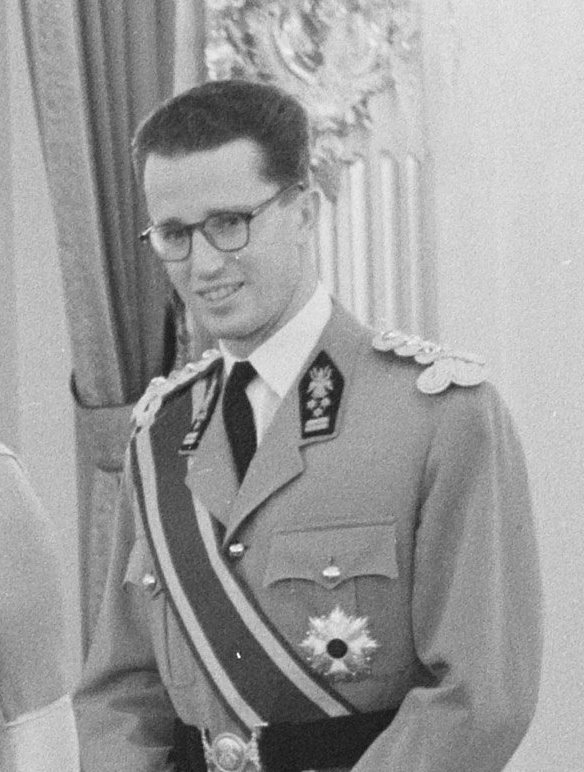
König Baudouin (Foto, 1960)

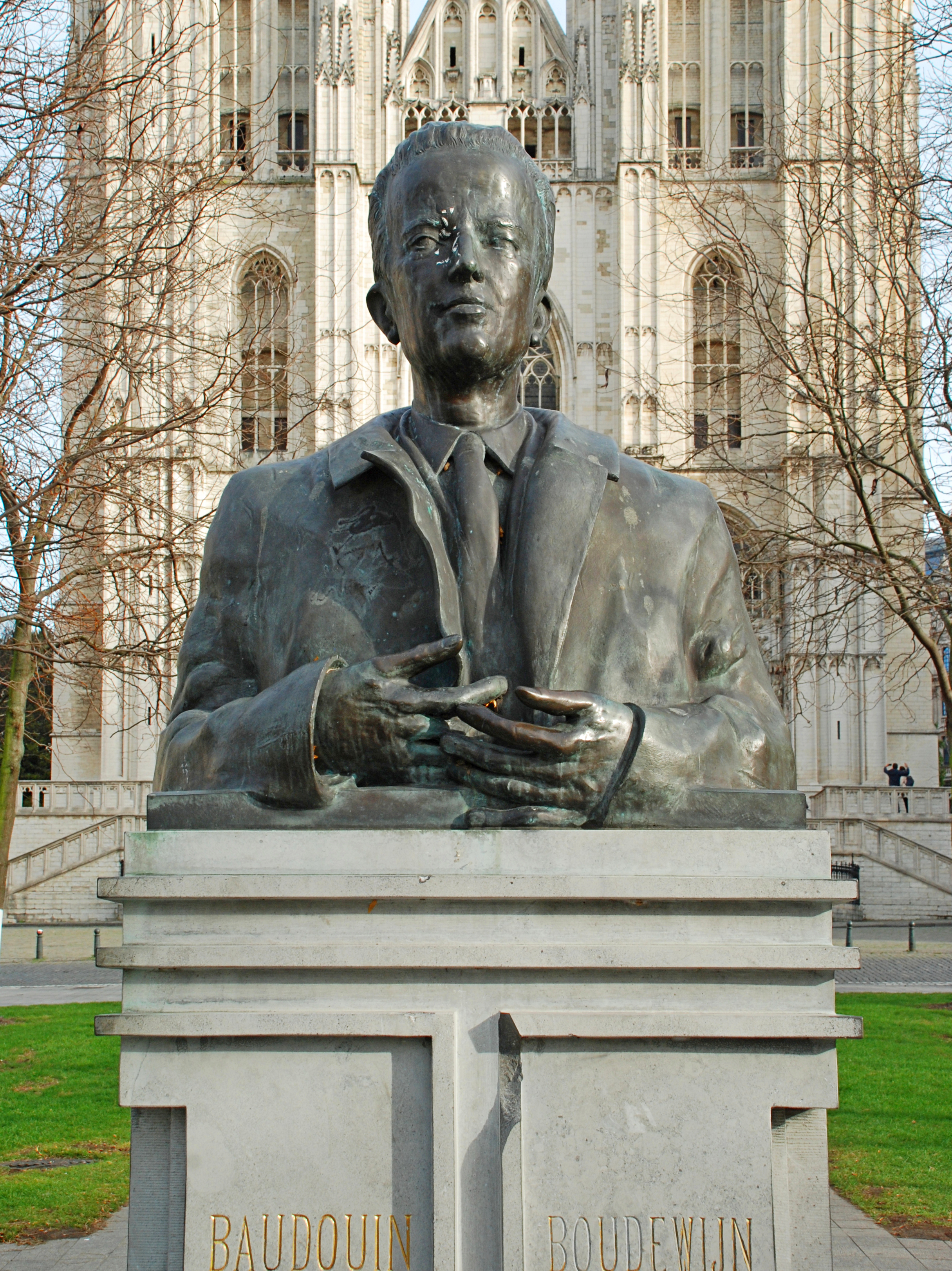
Büste von König Baudouin vor der Brüsseler Kathedrale

Baudouin – gebürtig französisch Baudouin Albert Charles Léopold Axel Marie Gustave, niederländisch Boudewijn Albert Karel Leopold Axel Marie Gustaaf, deutsch Balduin Albert Karl Leopold Axel Marie Gustav – (* 7. September 1930 auf Schloss Stuyvenberg, Laeken; † 31. Juli 1993 in Motril, Spanien) aus dem Haus Sachsen-Coburg und Gotha war von 1951 bis 1993 König der Belgier.
Nach der Abdankung seines Vaters Leopold III. folgte ihm Baudouin am 16. Juli 1951 als belgischer König nach.

## Leben

### Bis zur Thronbesteigung 1951
Die königliche Familie wurde nach der Landung der Alliierten in der Normandie 1944 von den Deutschen zunächst ins sächsische Hirschstein und im März 1945 nach Strobl in Österreich verschleppt. Am 7. Mai 1945 erfolgte die Befreiung durch US-amerikanische Truppen. Ein Großteil der Belgier hielt König Leopold III. vor, im Krieg gegen die Deutschen zu früh kapituliert zu haben. Er konnte deshalb zunächst nicht nach Belgien zurückkehren. Mit der Begründung, dass sich sein Bruder in „der Unmöglichkeit zu regieren“ befinde, hatten die Vereinigten Kammern dem Bruder des Königs, Prinz Karl von Belgien, bereits am 20. September 1944 die Regentschaft übertragen.
Da man keine politische Lösung der Kontroverse um den König fand, gab es eine Volksabstimmung für oder gegen die Rückkehr des Königs, wobei 58 % der Wählerschaft zu Gunsten des Königs stimmten, mit starken regionalen Unterschieden. Am 22. Juli 1950 kehrte der König nach Brüssel zurück. Doch nach schweren Unruhen, vor allem von wallonischen Arbeitern, dankte Leopold III. ab und schlug vor, seine königlichen Befugnisse seinem Sohn Prinz Baudouin zu übertragen. So legte dieser am 17. Juli 1951 seinen Eid auf die Verfassung ab und wurde der fünfte König der Belgier.

### Regierungszeit 1951 bis 1993

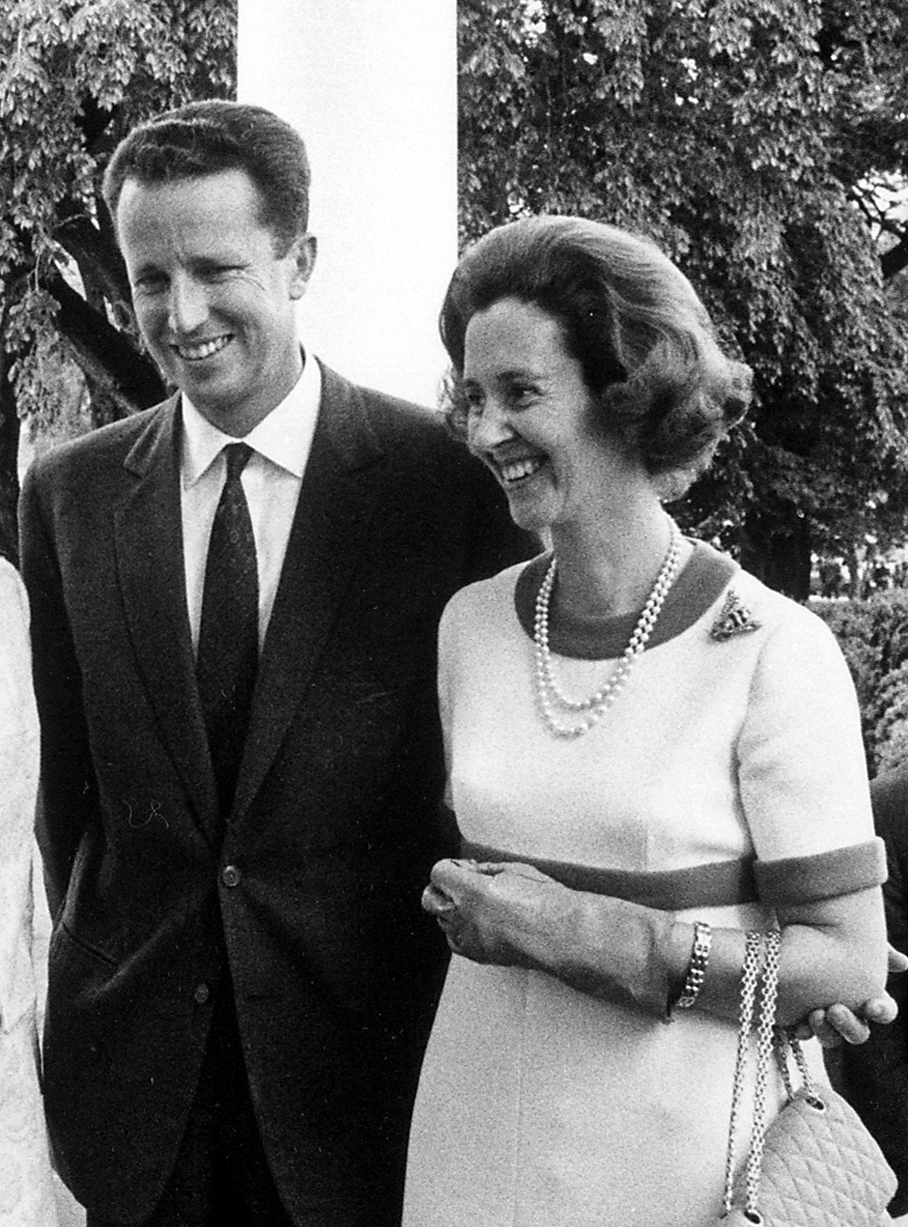
König Baudouin und Königin Fabiola (1969)

Im Sommer 1960 besuchte Baudouin Léopoldville, die Hauptstadt des Kongo. Am 29. Juni, einen Tag vor der Unabhängigkeit des Kongo von Belgien, machte der deutsche Fotograf Robert Lebeck das berühmt gewordene Foto vom Degendieb von Léopoldville, das später zu einem Symbol für das Ende des Kolonialismus in Afrika wurde.
Anlässlich seines 25-jährigen Thronjubiläums 1976 wurde die König-Baudouin-Stiftung ins Leben gerufen, die sich die Verbesserung der Lebensbedingungen der belgischen Bevölkerung zum Ziel gesetzt hat.
Baudoin und Fabiola waren streng katholisch. Weil er das mit seinem Gewissen nicht vereinbaren konnte, weigerte sich Baudouin 1990, ein Gesetz zu unterzeichnen, das eine Fristenregelung für Schwangerschaftsabbruch vorsah. Die Regierung erklärte Baudouin deshalb auf dessen eigenen Wunsch hin am 4. April 1990 für regierungsunfähig. Für diesen Fall sieht die Verfassung vor, dass die gesamte Regierung die Funktion des Staatsoberhauptes übernimmt. Nachdem alle Regierungsmitglieder das Gesetz unterzeichnet hatten, erklärte die Regierung am nächsten Tag, dem 5. April 1990, Baudouin wieder für regierungsfähig.

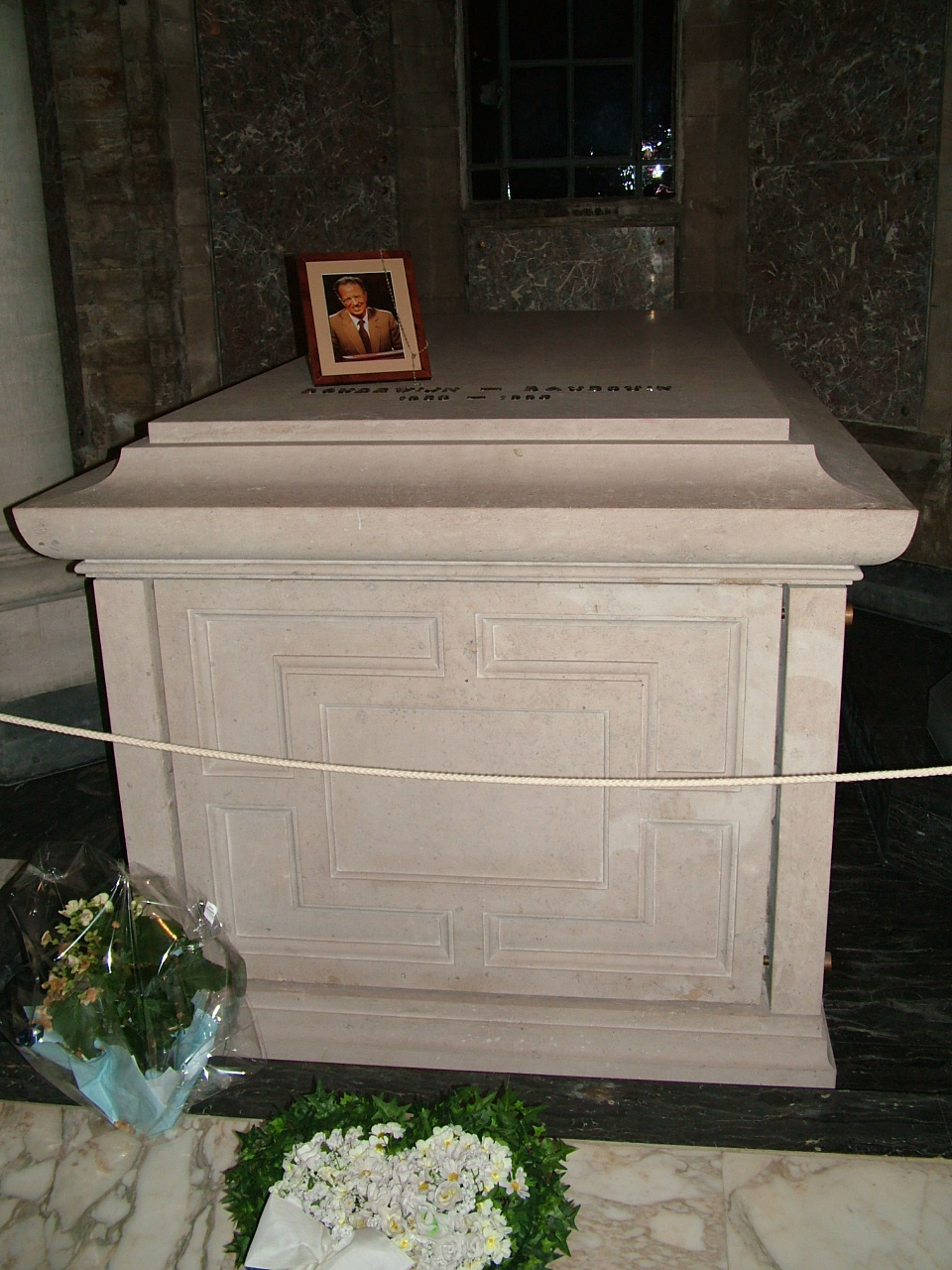
Grabstätte König Baudouins in der Liebfrauenkirche (Laeken)

Baudouin regierte 42 Jahre bis zu seinem Tod am 31. Juli 1993, als er in der Villa Astrida in Motril in Südspanien an Herzversagen starb. Die Trauer um den Tod des „einzigen Belgiers“ wurde in der Bevölkerung über alle Sprachgrenzen hinweg tief empfunden. Baudouin wurde in der königlichen Gruft in der Liebfrauenkirche zu Laeken, Belgien, beigesetzt. Da er keine Kinder hatte, wurde Baudoins Bruder Albert sein Nachfolger.

## Ehe
König Baudouin heiratete am 15. Dezember 1960 die spanische Adelige Fabiola Mora y Aragón (* 11. Juni 1928 in Madrid; † 5. Dezember 2014 in Brüssel), eine ehemalige Krankenschwester und Kinderbuchautorin. Die Ehe blieb kinderlos, da alle Schwangerschaften der Königin mit Totgeburten endeten.

## Nachleben
Eine im Jahre 2002 einberufene Kommission des belgischen Parlaments untersuchte die Ereignisse um die Ermordung des ersten kongolesischen Ministerpräsidenten Patrice Lumumba einschließlich der Rolle von König Baudouin.
Papst Franziskus verehrte König Baudouin. Bei seiner Reise nach Belgien im September 2024 wich er vom Protokoll ab, um am 28. September die Königliche Krypta zu besuchen und am Grab Baudouins und Fabiolas zu beten. Während einer Messe am folgenden Tag kündigte er an, dass er das Verfahren zur Seligsprechung des verstorbenen Königs einleiten werde.

## Titel und Ehrungen
- Sonderstufe des Großkreuzes des Verdienstordens der Bundesrepublik Deutschland
- Groß-Stern des Ehrenzeichens für Verdienste um die Republik Österreich
- König-Baudouin-Basis in der Antarktis

## Vorfahren
| Ahnentafel Baudouin, König der Belgier von 1951 bis 1993 | Ahnentafel Baudouin, König der Belgier von 1951 bis 1993                                                             | Ahnentafel Baudouin, König der Belgier von 1951 bis 1993                                                             | Ahnentafel Baudouin, König der Belgier von 1951 bis 1993                                             | Ahnentafel Baudouin, König der Belgier von 1951 bis 1993                                                         | Ahnentafel Baudouin, König der Belgier von 1951 bis 1993                                                                    | Ahnentafel Baudouin, König der Belgier von 1951 bis 1993                                                                    | Ahnentafel Baudouin, König der Belgier von 1951 bis 1993                                                                    | Ahnentafel Baudouin, König der Belgier von 1951 bis 1993                                                                    |
| -------------------------------------------------------- | --- | --- | --- | --- | --- | --- | --- | --- |
| Ururgroßeltern                                           | Leopold I., König der Belgier (1790–1865) ⚭ 1832 Prinzessin Louise d’Orléans (1812–1850)                             | Fürst Karl Anton (Hohenzollern) (1811–1885) ⚭ 1834 Prinzessin Josephine von Baden (1813–1900)                        | Herzog Max Joseph in Bayern (1808–1888) ⚭ 1828 Prinzessin Ludovika Wilhelmine von Bayern (1808–1892) | König Michael I. (Portugal) (1802–1866) ⚭ 1851 Prinzessin Adelheid von Löwenstein-Wertheim-Rosenberg (1831–1909) | König Oskar I. (Schweden) (1799–1859) ⚭ 1823 Prinzessin Josephine de Beauharnais von Leuchtenberg (1807–1876)               | Herzog Wilhelm I. (Nassau) (1792–1839) ⚭ 1829 Prinzessin Pauline von Württemberg (1810–1856)                                | König Christian IX. (Dänemark) (1818–1906) ⚭ 1842 Prinzessin Luise Wilhelmine von Hessen (1817–1898)                        | König Karl XV. (Schweden) (1826–1872) ⚭ 1850 Prinzessin Luise von Oranien-Nassau (1828–1871)                                |
| Urgroßeltern                                             | Prinz Philippe, Graf von Flandern (1837–1905) ⚭ 1867 Prinzessin Maria Luise von Hohenzollern-Sigmaringen (1845–1912) | Prinz Philippe, Graf von Flandern (1837–1905) ⚭ 1867 Prinzessin Maria Luise von Hohenzollern-Sigmaringen (1845–1912) | Herzog Carl Theodor in Bayern (1839–1909) ⚭ 1874 Prinzessin Maria Josepha von Portugal (1857–1943)   | Herzog Carl Theodor in Bayern (1839–1909) ⚭ 1874 Prinzessin Maria Josepha von Portugal (1857–1943)               | König Oskar II. (Schweden) (1829–1907) ⚭ 1857 Prinzessin Sophia von Nassau (1836–1913)                                      | König Oskar II. (Schweden) (1829–1907) ⚭ 1857 Prinzessin Sophia von Nassau (1836–1913)                                      | König Friedrich VIII. (Dänemark) (1843–1912) ⚭ 1869 Prinzessin Louise von Schweden (1851–1926)                              | König Friedrich VIII. (Dänemark) (1843–1912) ⚭ 1869 Prinzessin Louise von Schweden (1851–1926)                              |
| Großeltern                                               | Albert I., König der Belgier (1875–1934) ⚭ 1900 Elisabeth, Herzogin in Bayern (1876–1965)                            | Albert I., König der Belgier (1875–1934) ⚭ 1900 Elisabeth, Herzogin in Bayern (1876–1965)                            | Albert I., König der Belgier (1875–1934) ⚭ 1900 Elisabeth, Herzogin in Bayern (1876–1965)            | Albert I., König der Belgier (1875–1934) ⚭ 1900 Elisabeth, Herzogin in Bayern (1876–1965)                        | Prinz Carl von Schweden, Herzog von Västergötland (1861–1951) ⚭ 1897 Prinzessin Ingeborg Charlotte von Dänemark (1878–1958) | Prinz Carl von Schweden, Herzog von Västergötland (1861–1951) ⚭ 1897 Prinzessin Ingeborg Charlotte von Dänemark (1878–1958) | Prinz Carl von Schweden, Herzog von Västergötland (1861–1951) ⚭ 1897 Prinzessin Ingeborg Charlotte von Dänemark (1878–1958) | Prinz Carl von Schweden, Herzog von Västergötland (1861–1951) ⚭ 1897 Prinzessin Ingeborg Charlotte von Dänemark (1878–1958) |
| Eltern                                                   | Leopold III., König der Belgier (1901–1983) ⚭ 1926 Prinzessin Astrid von Schweden (1905–1935)                        | Leopold III., König der Belgier (1901–1983) ⚭ 1926 Prinzessin Astrid von Schweden (1905–1935)                        | Leopold III., König der Belgier (1901–1983) ⚭ 1926 Prinzessin Astrid von Schweden (1905–1935)        | Leopold III., König der Belgier (1901–1983) ⚭ 1926 Prinzessin Astrid von Schweden (1905–1935)                    | Leopold III., König der Belgier (1901–1983) ⚭ 1926 Prinzessin Astrid von Schweden (1905–1935)                               | Leopold III., König der Belgier (1901–1983) ⚭ 1926 Prinzessin Astrid von Schweden (1905–1935)                               | Leopold III., König der Belgier (1901–1983) ⚭ 1926 Prinzessin Astrid von Schweden (1905–1935)                               | Leopold III., König der Belgier (1901–1983) ⚭ 1926 Prinzessin Astrid von Schweden (1905–1935)                               |
| König Baudouin (1930–1993)                               | | | | | | | | |